# Estela Martín
Estela Martín (Madrid) es una ex gimnasta rítmica española que fue componente de la selección nacional de gimnasia rítmica de España en la modalidad de conjuntos. Su logro más reseñable es la medalla de bronce obtenida en el Campeonato Europeo de 1986.

## Biografía deportiva

### Inicios
En 1982 fue medalla de plata en la general de la 2ª categoría en el Campeonato de España Individual, disputado ese año en Palencia.

### Etapa en la selección nacional
Entró a formar parte del conjunto español de gimnasia rítmica, donde entrenaría en el Gimnasio Moscardó a las órdenes de la seleccionadora nacional Emilia Boneva y la entrenadora de conjuntos, Ana Roncero. Georgi Neykov era el coreógrafo del equipo. En 1985, como gimnasta suplente, obtuvo el 7º puesto en el Campeonato Mundial de Valladolid. El conjunto en Valladolid lo formaron Estela, María Fernández, Pilar Domenech, Eva Obalat, Ofelia Rodríguez, Nancy Usero y Graciela Yanes, además de Ester Domínguez, Rocío Ducay y Laura Manzanera como las otras suplentes.
En 1986, ya como gimnasta titular del conjunto, logró la medalla de bronce en el Campeonato Europeo de Florencia. Las gimnastas que lograron esta medalla fueron Estela, Marisa Centeno, Natalia Marín, Ana Martínez, Eva Obalat (capitana) y Elena Velasco. Un mes después viajaron a Tokio (Japón) para disputar la Final de la Copa del Mundo de Gimnasia Rítmica, donde lograron el 4º puesto. Todos estos resultados los consiguió siempre como miembro del conjunto español y en el concurso general, ya que entonces aún no había finales por aparatos al competirse únicamente con un ejercicio.

### Retirada de la gimnasia
Desde el curso 2015/16, trabaja en Las Rozas de Madrid (Comunidad de Madrid) como monitora de gimnasia rítmica en la Escuela Municipal, impartiendo principalmente la base de este deporte. Una antigua compañera de la selección, Montse Manzanares, trabaja con ella.
El 16 de noviembre de 2019, con motivo del fallecimiento de Emilia Boneva, unas 70 exgimnastas nacionales, entre ellas Estela, se reunieron en el tapiz para rendirle tributo durante el Euskalgym. El evento tuvo lugar ante 8.500 asistentes en el Bilbao Exhibition Centre de Baracaldo y fue seguido además de una cena homenaje en su honor.

## Música de los ejercicios
| Año  | Aparatos           | Música                                                       |
| ---- | ------------------ | ------------------------------------------------------------ |
| 1985 | 3 aros y 3 pelotas | El pasodoble «Francisco Alegre» de Quintero, León y Quiroga. |
| 1986 | 3 aros y 3 pelotas | Desconocida.                                                 |

## Palmarés deportivo

### Selección española
| 1985 - Campeonato del Mundo de Valladolid* 7º puesto en concurso general 1986 - Campeonato de Europa de Florencia Bronce en concurso general | 1986 (continuación) - Final de la Copa del Mundo en Tokio 4º puesto en concurso general - Shanghái Cup Oro en concurso general |

*Como suplente del equipo